# شورای آرل
شورای آرل (به انگلیسی: Council of Arles in 314) آرل (آرلات باستان) در جنوب گال روم (مدرن فرانسه) میزبان چندین شورا یا سینودهایی بود که در مسیحیت اولیه به عنوان «کنسیلیوم آرلاتنس» اشاره شده‌است.

## نخستین شورای آرل در ۳۱۴
اولین شورای آرل یک سال پس از فرمان میلان که در آن مسیحیت به یک دین قانونی تبدیل شد، برگزار شد و نتایج زیر را داشت:
- مخالف با خدمت سربازیها تکفیر در ادیان خواهند بود.[۲][۳]
- عید پاک باید در یک روز در سراسر جهان برگزار شود، نه اینکه توسط هر کلیسای محلی تنظیم شود.
- دوناتیسم به عنوان بدعت دینی محکوم شد و دوناتوس مگنوس تکفیر شد. این به عنوان درخواست تجدید نظر توسط دوناتیستها به کنستانتین بزرگ علیه تصمیم مجمع عمومی در رم در سال ۳۱۳ در لاتران تحت میلتیادس (پاپ) آغاز شده بود. این درخواست برای دوناتیست‌ها که بعداً دشمن مقامات رومی شدند، نامطلوب بود.
- قانون کلیسایی علیه عدم سکونت روحانیون،
- کانن علیه شرکت در مسابقات و مبارزات گلادیاتوری (مجازات تکفیر)
- قانون علیه تعمید مجدد بدعت گذاران،
- روحانیونی که ثابت می‌شد کتاب مقدس را در آزار و شکنجه تحویل داده‌اند، باید عزل می‌شدند، اما اعمال رسمی آنها معتبر بود.
- کهنوت به کمک حداقل سه اسقف نیاز داشت.
- تکفیر همه شاکیان[۴]
- قوانین در مورد سایر مسائل نظم و انضباط.